# اچ‌ان‌ال‌ام‌اس هلند (۱۸۹۶)
اچ‌ان‌ال‌ام‌اس هلند (۱۸۹۶) (به انگلیسی: HNLMS Holland (1896)) یک کشتی است که طول آن ۹۳٫۳ متر (۳۰۶ فوت ۱ اینچ) می‌باشد. این کشتی در سال ۱۸۹۶ ساخته شد.